# Olle Bærtling

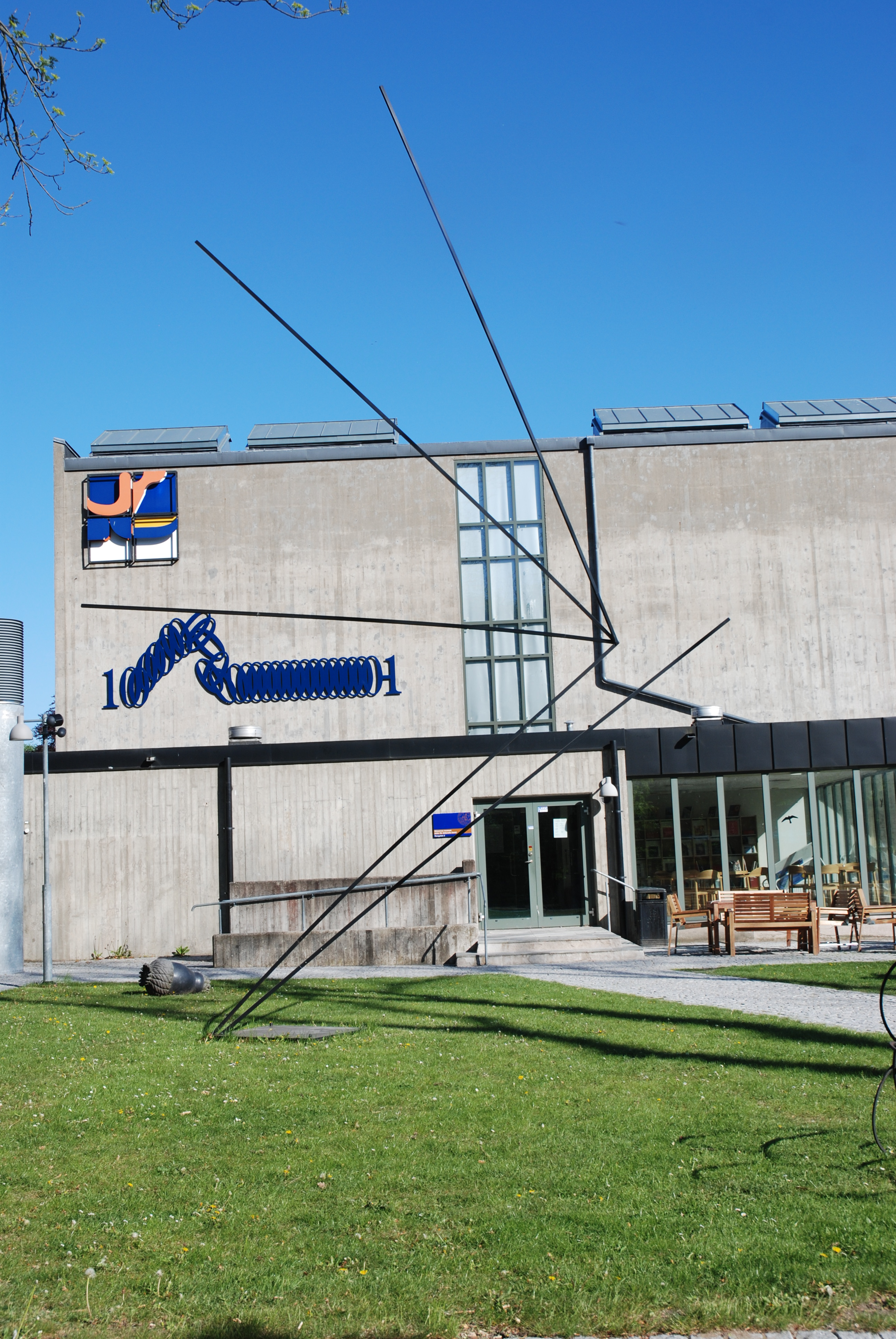
Model voor Asamk,
Skissernas museum in Lund

Olle Bærtling (Halmstad, 6 december 1911 - Stockholm, 2 mei 1981) was een Zweeds kunstschilder en beeldhouwer. Hij was een vertegenwoordiger van de geometrische abstractie.
Bærtling verbleef lange tijd in Parijs, waar hij studeerde bij André Lhote en Fernand Léger. In 1950 ontmoette hij Auguste Herbin en trad toe tot de groep ""Réalités Nouvelles". In 1952 richtte hij de groep Espace op met gelijkgestemde collega's. Hij sloot zich ook aan bij de internationale kunstenaarsgroep rond de galerie van Denise René.
Zijn stijl is geometrisch en non-figuratief. Zijn schilderijen tonen zogenaamde "open vormen". Zij worden in vlakken verdeeld door (meestal zwarte) driehoeken en scherphoekige gebroken lijnen. De kleuren in zijn werk zijn vaak fel en contrasterend. Dit kan gelinkt worden aan de principes van de Hard edge, maar Bærtling zelf noemde het eerder "Nieuw Realisme". Bærtling interesseerde zich voor de integratie van kunst en architectuur, en werkte daarom bijvoorbeeld samen met de architect David Helldén. Bærtling maakte ook monumentale schilderwerken voor de Hötorg-gebouwen, de eerste hoogbouw in Stockholm.
Voor zijn beeldhouwwerken, die als "tweedimensionaal" kunnen omschreven worden, heeft Bærtling onder andere gewerkt met stalen pijpen. Zo had hij in 1961 een voorstel gedaan voor een 85 meter hoge stalen sculptuur met de naam Asamk voor het Sergels torg. In de sculptuur zou zich een lift bevinden, die bezoekers naar een uitkijkplatform zou brengen.
Van 1929 tot en met 1956 werkte Baertling bij de Skandinaviska Banken in Stockholm. In 1939 huwde hij met Lisa Maria von Roxendorff.

## Werk
Meerdere schilderijen van Bærtling bevinden zich in het Moderna Museet in Stockholm. Modellen voor de sculptuur Asamk bevinden zich in het Skissernas museum in Lund en de openbare ruimte in Halmstad.
Andere werken in de openbare ruimte:
- Xum (1968), in Huddinge
- Xue, Xuf en Xug (1968), in Halmstad bij de Hogeschool Halmstad

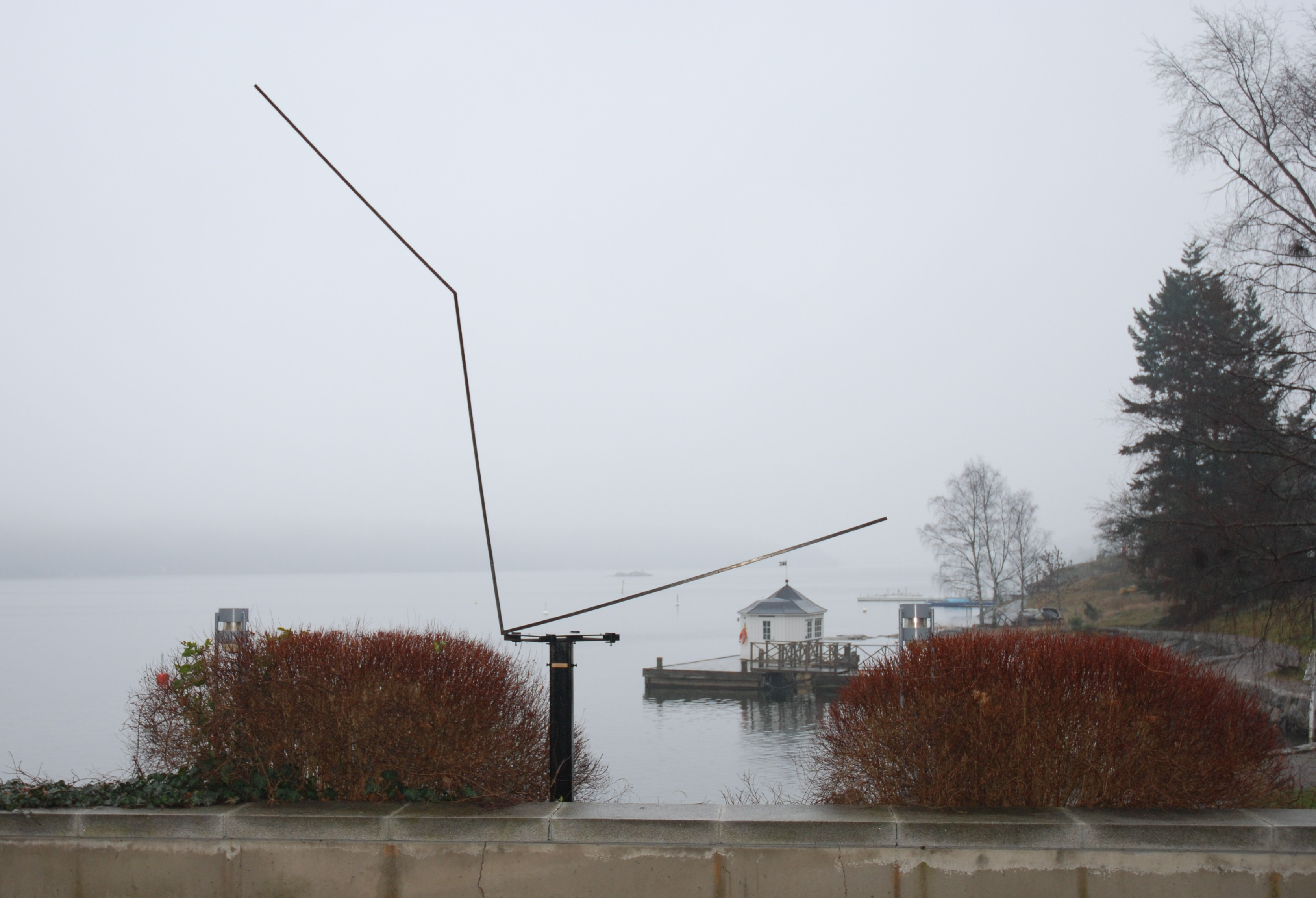
Yzip (1969), in Saltsjöbaden
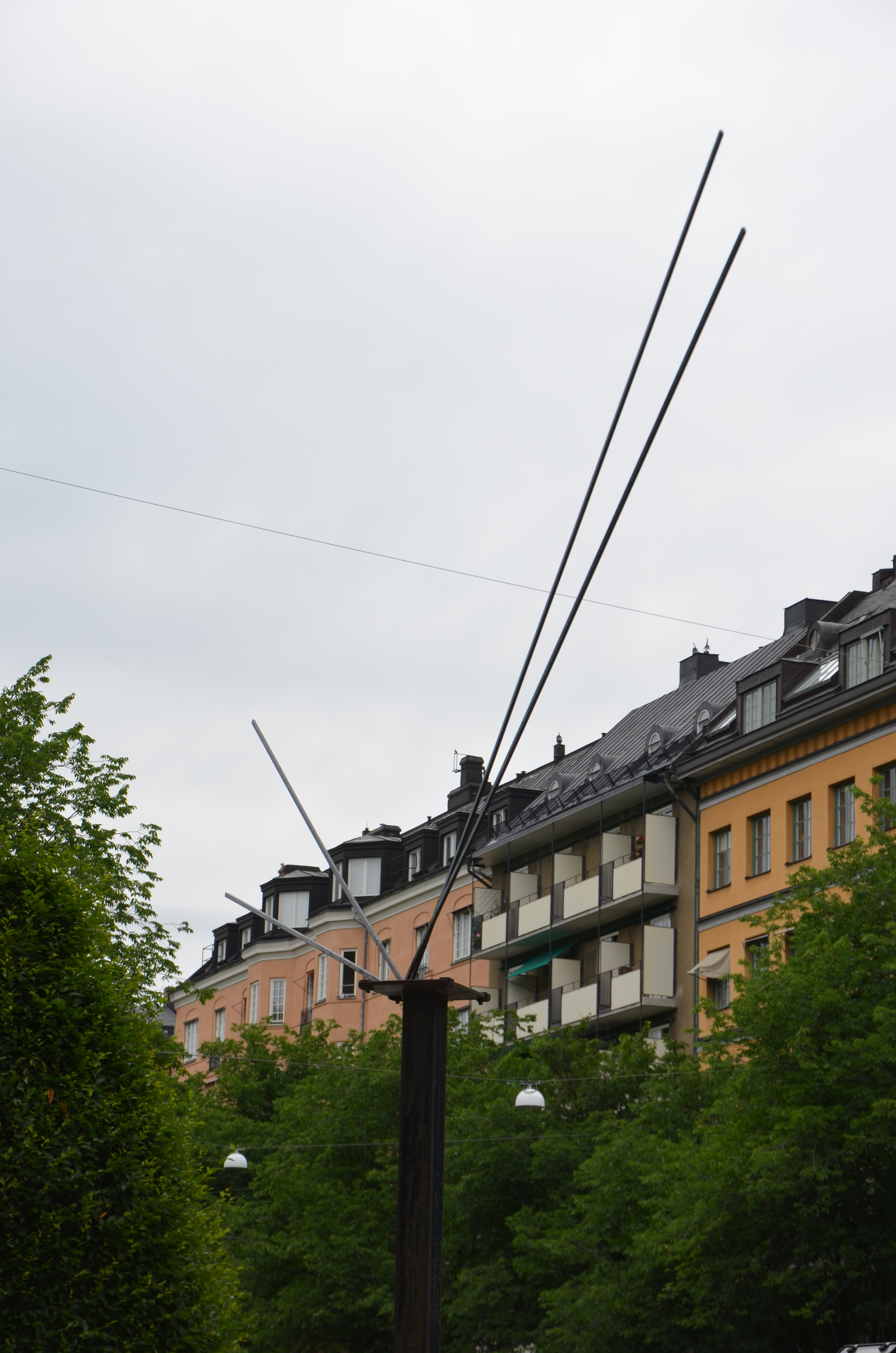
Tien schilderwerken en de sculptuur Yz (1970), in de Universiteit van Stockholm
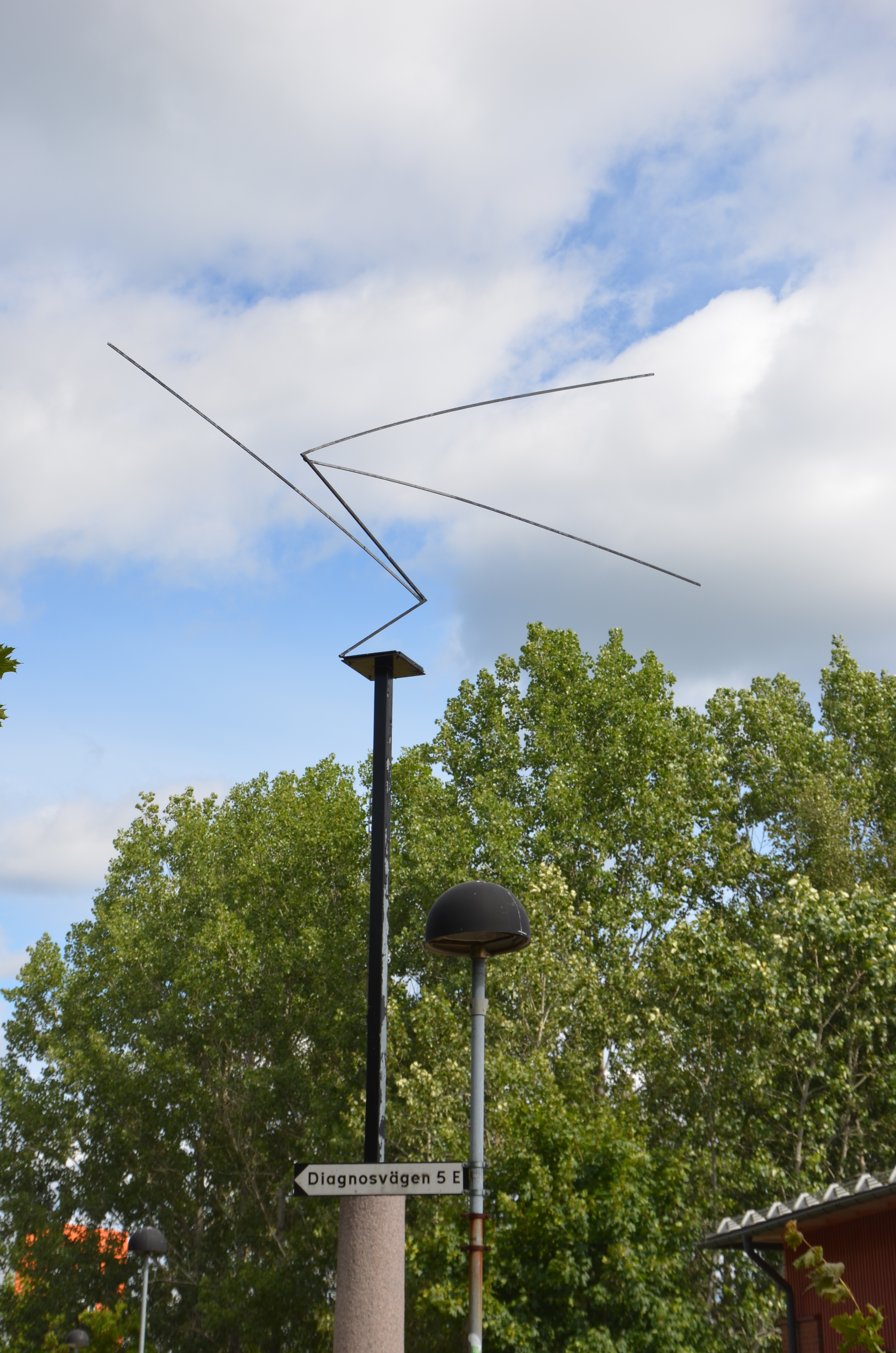
Xum (1968)
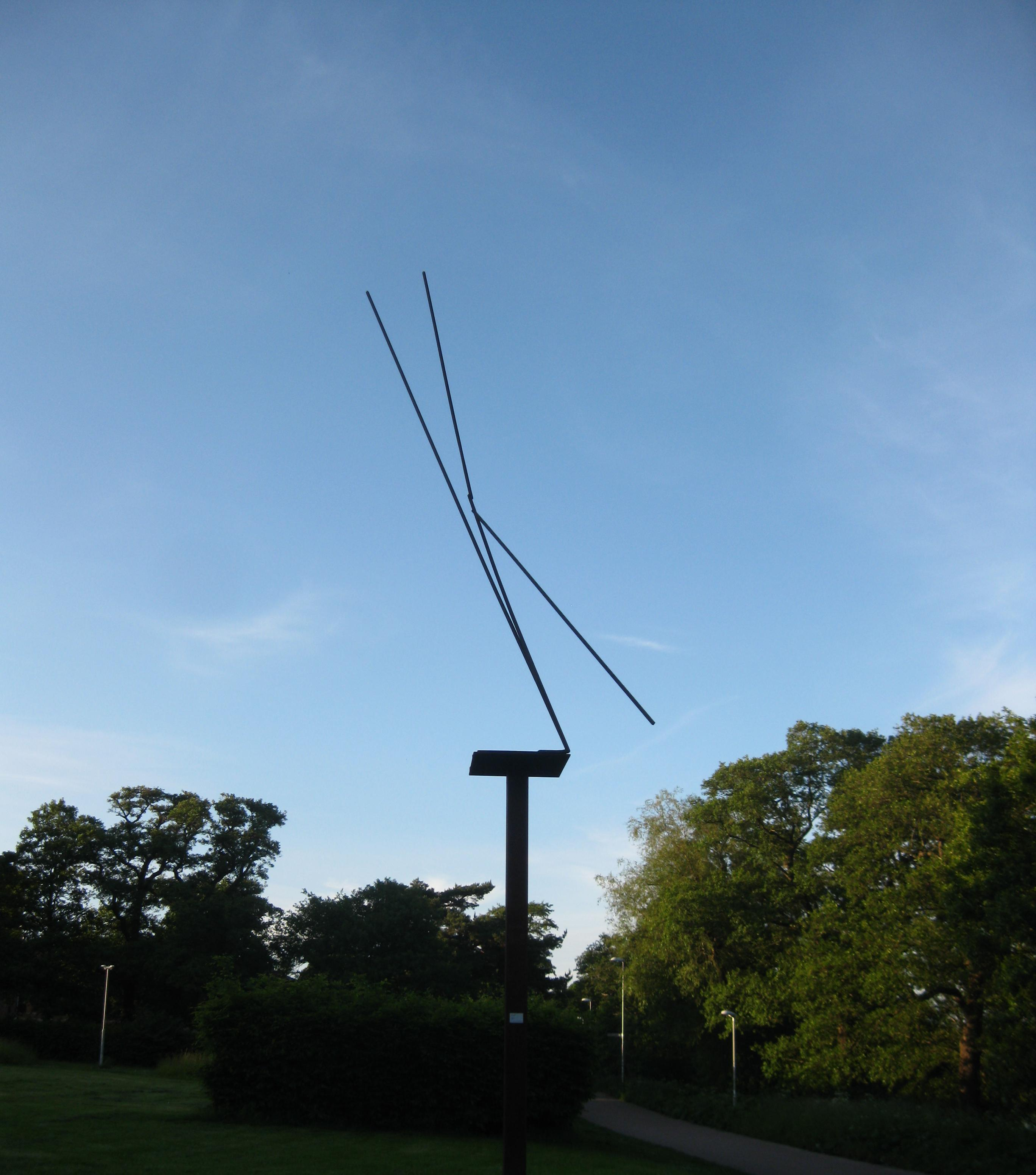
Xras
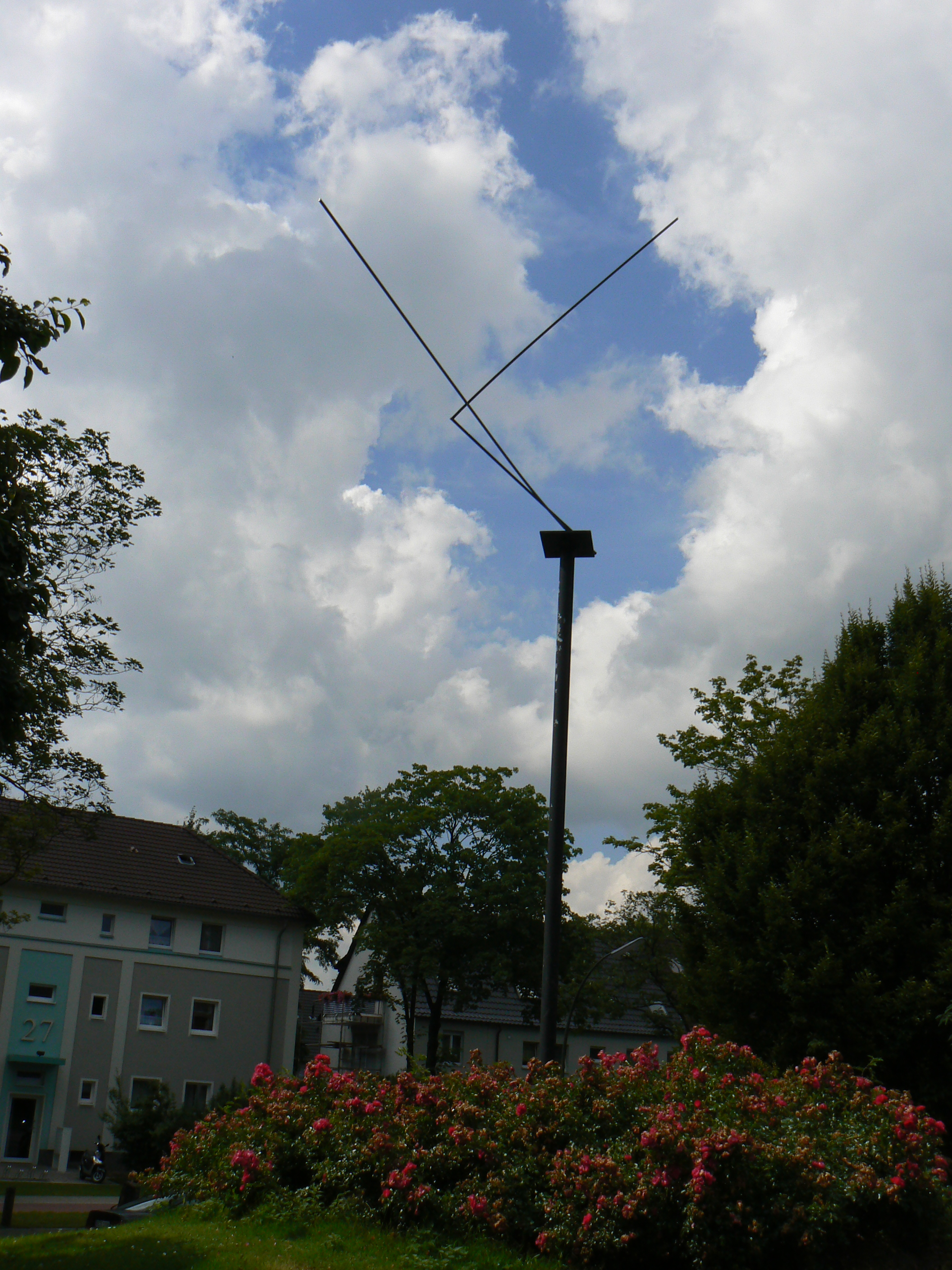
YZI (1969), Skulpturenmuseum Glaskasten, Marl

- Gordijn (1974) voor het Kulturhuset Stockholm
- Xral, aan de Handelshogeschool van Stockholm

- Yzip (1969),
 Saltsjöbaden
- Xral,
 aan de Handelshogeschool van Stockholm
- Xum (1968)
- Xras
- YZI (1969), Skulpturenmuseum Glaskasten, Marl